# Spastomeloe formosus
Spastomeloe formosus is een keversoort uit de familie van oliekevers (Meloidae). De wetenschappelijke naam van de soort is voor het eerst geldig gepubliceerd in 1985 door Selander.